# Antuco
Antuco (del mapudungun: antu ko ‘agua del sol’) es una comuna de la zona sur de Chile, ubicada en la provincia del Biobío en la Región del Biobío, a unos 65 km de su capital provincial, Los Ángeles.

## Toponimia
Antuco obtiene su nombre del mapudungun antu y ko, que traducido al español significa "agua del sol".

## Historia
El territorio donde se emplaza la comuna de Antuco fue históricamente ocupado por el pueblo Pehuenche, como zona de pastoreo de ganado, atravesando los Andes por el actual Paso Pichachén, conocido entonces como Boquete Antuco.
En 1689 la zona fue entregada a José Nuñez de la Cantera, un español avecindado en Concepción, para la engorda de ganado. La hacienda fue llamada La Cantera, y con el tiempo el nombre se hizo extensivo a toda la zona.
En 1756 se llevó a cabo el Parlamento del río Laja entre el gobernador español Manuel de Amat y Juniet y líderes pehuenches y mapuches, tras el cual se acordó la creación de la Villa de Antuco.
El año 1769 Ambrosio O'Higgins se hace cargo de la defensa de la zona, y propone abrir un camino para carretas que utilizara el paso fronterizo en 1778. En 1772, Ambrosio O´Higgins indujo a diversos campesinos de Los Ángeles a radicarse en Antuco, con la finalidad de cerrar el boquete que conducía a territorio indígena. Ante la resistencia de los mapuches del lado oriental de los andes, Ambrosio O´Higgins mandó a construir el Fuerte de Ballenar en 1787, cuyo nombre fue puesto en honor a la villa de su nacimiento en Irlanda (Ballenary). La construcción del fuerte concluyó en enero de 1770. En 1785 adquirió la hacienda La Cantera, la cual sería posteriormente administrada por su hijo, Bernardo O'Higgins.
En 1806, el alcalde Concepción Luis de la Cruz realiza una expedición desde el fuerte Antuco hasta Buenos Aires, en donde describe algunas características de la zona de Antuco y de su gente.
El momento de la independencia el poblado formaba parte del antiguo Partido de Isla de La Laja. A partir de 1833 el poblado integraba la subdelegación (o comuna) Quilleco, dependiente del Departamento de La Laja. Situación que se mantuvo hasta el 3 de agosto de 1871, cuando se crea la subdelegación de Antuco. En 1874 finalmente el poblado recibe el título de Villa Antuco.
En 1820 y 1835 la zona sufrió los efectos devastadores de la erupción del volcán Antuco, el cual registra una veintena de erupciones entre 1624 y 1911. La primera erupción registrada históricamente, fue informada por el jesuita Diego Rosales en su Historia General del Reyno de Chile, llamando al volcán Angol.
En el marco de la regionalización el 26 de octubre de 1979 se crea la actual comuna de Antuco, por medio del Decreto Ley n.° 2.868.
El 18 de mayo de 2005 ocurrió la Tragedia de Antuco, en la cual murieron 1 suboficial y 44 conscriptos del Ejército de Chile, producto del descenso de la temperatura en una ventisca de varias horas de duración ocurrida mientras se realizaban ejercicios de montaña.

## Medio ambiente

### Geomorfología y componentes abióticos

Trazado simplificado de los ecosistemas y cuerpos de agua presentes en la comuna de Antuco.

La comuna de Antuco se encuentra emplazada en las unidades geomorfológicas de Cordillera andina de retención crionival y Precordillera; y presenta según la clasificación climática de Köppen clima de tundra de lluvia invernal (ET (s)), clima mediterráneo de lluvia invernal (Csb), clima mediterráneo de lluvia invernal de altura (Csb (h)), clima mediterráneo frío de lluvia invernal (Csc), clima templado lluvioso con leve sequedad estival (Cfb (s)) y clima templado lluvioso frío con leve sequedad estival (Cfc (s)). Esta además se halla entre las cuencas hidrográficas de Río Biobío y Río Itata. Además, la comuna posee diversos cuerpos de agua, entre los que se destacan la Laguna Bejar, Laguna de La Laja, Laguna del Trile, Laguna El Coironal, Laguna El Colorado, Laguna El Roble, Laguna El Toro, Laguna Grande, Laguna Hermosa y Laguna Los Cóndores; y Río Blanquillo, Río Calabocillo, Río de Las Perdices, Río de Los Pinos, Río El Quique, Río Laja, Río Malalcura, Río Pichipolcura, Río Polcura y Río Rucue.

### Componentes bióticos
Dentro del territorio de la comuna se pueden hallar los siguientes ecosistemas:
- Bosque caducifolio mediterráneo donde predominan Nothofagus obliqua y Persea lingue (En peligro crítico)
- Bosque caducifolio mediterráneo-templado andino donde predominan Nothofagus alpina y Nothofagus obliqua (Vulnerable)
- Bosque caducifolio mediterráneo-templado andino donde predominan Austrocedrus chilensis y Nothofagus obliqua (Vulnerable)
- Bosque caducifolio mediterráneo-templado andino donde predominan Nothofagus pumilio y Nothofagus obliqua (Vulnerable)
- Bosque caducifolio templado andino donde predominan Nothofagus alpina y Dasyphyllum diacanthoides (En peligro)
- Bosque caducifolio templado andino donde predominan Nothofagus alpina y Nothofagus dombeyi (Vulnerable)
- Bosque caducifolio templado andino donde predominan Nothofagus pumilio y Azara alpina (Vulnerable)
- Bosque siempreverde templado andino donde predominan Nothofagus dombeyi y Gaultheria phillyreifolia (Vulnerable)
- Matorral bajo templado andino donde predominan Adesmia longipes y Senecio bipontinii (Vulnerable)
- Matorral bajo templado andino donde predominan Discaria chacaye y Berberis empetrifolia (Vulnerable)
- Zonas geográficas hinóspitas sin vegetación (Sin información)

### Medidas de protección ambiental y conflictos socioambientales
Hasta 2022, la comuna de Antuco cuenta con las siguientes zonas que cuentan con algún nivel de protección ambiental:
- ADI Alto del Bio-Bío (Sitios ERB)[19]
- Corredor Nevados de Chillán - Laguna del Laja (Reserva Biósfera)[20]
- Parque nacional Laguna del Laja (Parque Nacional)
- Reserva Forestal Ñuble (Reserva Forestal)[21]
- Río Polcura (Sitios ERB)[22]

## Demografía
La comuna de Antuco muestra una población de 4073 habitantes (INE 2017), de los cuales 2098 corresponden a mujeres y 1975 a hombres.

## Administración
Integra el distrito N° 21 de Diputados y la circunscripción senatorial N° 10. Es representada en la Cámara de Diputados del Congreso Nacional por los diputados Cristóbal Urruticoechea (Ind), Flor Weisse (UDI), Joanna Pérez (Demócratas), Karen Medina (PDG) y Clara Sagardía (Ind-CS) . En el Senado es representada por los senadores Enrique Van Rysselbergue Herrera (UDI), Sebastián Keitel (Ind-evópoli) y Gastón Saavedra (PS).
La Región del Biobío es administrada por el Gobierno Regional del Biobío, representado por el gobernador Regional Rodrigo Díaz Wörner. A su vez, la provincia del Biobío es supervisada por la delegada presidencial provincial, Paulina Purrán (ind). 
La Municipalidad de Antuco es dirigida por la Alcaldesa Sra. Sandra Bobadilla Cisterna (Independiente), y su concejo municipal integrado por: Claudio Solar Jara (DC), Mauricio Saldías (DC), Ramón Águila Espinoza (PS), Fabián Isla Vilches (PR), Carlos Enrique López (RN) y Rodrigo Aguilera (Ind). 

## Economía
En 2018, la cantidad de empresas registradas en Antuco fue de 44. El Índice de Complejidad Económica (ECI) en el mismo año fue de -0,86, mientras que las actividades económicas con mayor índice de Ventaja Comparativa Revelada (RCA) fueron Otras Explotaciones de Animales (365,56), Grandes Tiendas, Productos de Ferretería y Hogar (219,19) y Alquiler de Maquinaria y Equipo Agropecuario (171,13).

### Sitios turísticos
- Parque Nacional Laguna del Laja
- Volcán antuco
- Centros de esquí
- Diversos cámpings
- Laguna Del Laja
- Río Laja
- Saltos de agua Las Chilcas y Torbellino
- Velo de la Novia (Salto Trubunleo)
- Puente Colgante (Alto Antuco)
- Sendero Sierra Velluda (3535msnm)
- Sendero Los Coihues
- Sendero Los Tatas
- Centro Acogida Al Visitante y Monumento al arriero de Antuco
- Sendero Histórico Plaza Sierra velluda (Abanico)
- El Shark y Plaza de Armas Antuco
- Laguna Los Cóndores y Laguna El Toro

## Servicios públicos

### Biblioteca
La biblioteca pública N° 148 Isabel Riquelme está ubicada en calle Arturo Prat N° 105 en la localidad de Antuco. Sus fines son impartir cultura, conocimientos y entretención a sus usuarios. Cuenta con más de 6000 volúmenes impresos y 2 computadores conectados a Internet con uso gratuito al público. La biblioteca se encuentra automatizada. La jefa de la biblioteca es la Sra. Sandra Osorio, quien entrega capacitación en computación en sus niveles básico, medio y avanzado EPB (encargada de programa BiblioRedes), hace el préstamo de libros, y se encarga de organizar eventos culturales. El horario de atención de la biblioteca es de lunes a viernes de 8:30 a 18:00.